# Nicholas Ffrost
Nicholas Ffrost (ur. 14 sierpnia 1986 w Mackay) – australijski pływak, brązowy medalista olimpijski, dwukrotny medalista mistrzostw świata, wicemistrz świata (basen 25 m).
Specjalizuje się w pływaniu stylem dowolnym. Jego największym osiągnięciem jest brązowy medal igrzysk olimpijskich w Pekinie (2008) w sztafecie 4 x 200 m stylem dowolnym. Sztafeta australijska w składzie Patrick Murphy, Grant Hackett, Grant Brits i Ffrost przegrała tylko z Amerykanami i Rosjanami.

## Osiągnięcia

### Igrzyska olimpijskie
| Igrzyska olimpijskie | Data             | Konkurencja               | Rezultat    | Miejsce |
| -------------------- | ---------------- | ------------------------- | ----------- | ------- |
| Pekin 2008           | 13 sierpnia 2008 | 4 x 200 m stylem dowolnym | 7:04,98 min |         |

### Mistrzostwa świata
- 2007 Melbourne -  srebro - 4 x 200 m stylem dowolnym[1]
- 2009 Rzym -  brąz - 4 x 200 m stylem dowolnym[1]

### Mistrzostwa świata (basen 25 m)
- 2006 Szanghaj -  srebro - 4 x 200 m stylem dowolnym